# Португальские мозамбикцы
Португальские мозамбикцы — рождённые в Мозамбике потомки португальских переселенцев.

## История
Португальские мореплаватели использовали Мозамбик и две другие лузофонные страны в Африке (Анголу и Гвинею-Бисау) для транспортировки рабов через Атлантический океан на территорию нынешней Бразилии.
Первые постоянные поселения возникли в XVI в. Страна была поделена на сельскохозяйственные районы к XVII в.
В XIX в. Мозамбик был объявлен заморской провинцией Португалии.
На начало XX в. руководство метрополии поощряло миграцию и поселение белого населения в регионе, что привело к увеличению численности португальских поселенцев до 370 000 к 1960-м.
В те годы страной руководил Антонио Салазар, при котором тысячи граждан Португалии бежали в другие страны, в частности в соседние Родезию, Южную Африку, а также в США и Бразилию.
В 1974 году чернокожее население Мозамбика и часть метисов восстала против колониальной власти.
Революция гвоздик в Португалии привела к потере всех португальских колоний в 1975 г. В июле 1975 лишь 80 000 португальских мозамбикцев остались в стране, в то время как 250 000 населяло её в начале 1970-х. Из оставшихся 80 000 только 10 000 предпочли мозамбикское гражданство португальскому. Решающими факторами для эмиграции, по словам американского дипломата Уильяма Якобсена, было «сочетание навсегда покидающих страну врачей, обваливающихся стандартов здравоохранения и полной неизвестности в вопросе открытости границ будущей страны на выезд».
Многие португальцы эмигрировали вскоре после того, в основном в Португалию, где их прозвали «реторнадос», в то время как остальные переехали в близлежащие Малави, Родезию, Южную Африку, а также Бразилию и США.
Наиболее заметным наследием португальских мозамбикцев в ЮАР можно считать сеть Nando’s, основанную в 1987 г., и испытавшую влияние бывших португальских переселенцев из Мозамбика, многие из которых переехали в страну после обретения независимости в 1975 г., и жили в основном на юго-востоке Йоханнесбурга.
После основания Содружества португалоязычных стран в 1996 г., многие португальцы и португальцы-бразильцы прибыли в Мозамбик с благотворительными миссиями. Их усилиями было улучшено владение португальским, особенно в сельской местности. Многие решили остаться в стране на постоянной основе. Ещё больше решило вернуться из Португалии, согласно данным посольства Мозамбика, около 6 000.

## Известные португальские мозамбикцы
- Миа Коуту — мозамбикский писатель
- Таша ди Вашконселуш — канадская модель и актриса
- Жуан Паулу Боржес Коэлью — мозамбикский историк и писатель
- Жуан Убалду Рибейру — бразильский писатель, сценарист
- Оте́лу Ну́ну Рома́н Сара́йва де Карва́лью — португальский военный деятель и революционер